# Mephisto (Schachautomat)
Mephisto war ein im 19. Jahrhundert entwickelter Automat in Form einer menschenähnlichen Figur, gegen die Schach gespielt werden konnte.

## Geschichte
Mephisto wurde von Charles Godfrey Gümpel konstruiert und nach sechs oder sieben Jahren der Entwicklung der Öffentlichkeit vorgestellt. Im Gegensatz zu früheren Schachandroiden wie dem „Schachtürken“ des Wolfgang von Kempelen oder Charles Arthur Hoopers „Ajeeb“ war er so gestaltet, dass der Verdacht weitgehend ausgeschaltet werden konnte, in seinem Inneren verberge sich ein menschlicher Spieler. Dennoch wurden auch Mephistos Aktionen von einem Menschen gesteuert, allerdings offenbar aus der Ferne und über elektromagnetische Impulse.
Wie die Maschine im Einzelnen funktionierte, wurde seinerzeit nicht publik. Der Spieler, der Mephisto bediente, musste jedenfalls auf einem Schachbrett, das mit dem vor der Maschine stehenden Brett verbunden war, jeweils erst die aktuell besetzte Position der zu bewegenden Figur markieren und dann die Position, an die die Figur durch Mephisto versetzt werden sollte. Laut Tim Harding war der rechte Arm der Maschine beweglich und konnte die Figuren ergreifen und versetzen. Harding publizierte auch eine Zeichnung, die Mephisto in Aktion zeigt; hier hält der Automat eine Schachfigur in der rechten Hand. Eine andere zeitgenössische Abbildung zeigt allerdings die Figur mit über der Stuhllehne ruhendem rechtem Arm.
Ein Beobachter erwähnte 1878 den beweglichen rechten Arm, außerdem noch den beweglichen Kopf Mephistos, der sich auf dem Schachbrett zu orientieren schien, sowie seinen Pferdefuß, der bei dem Namen der Maschine obligatorisch schien. Dieser Berichterstatter teilte außerdem auch mit, dass sich auf jedem Feld des von Mephisto genutzten Schachbretts ein Dorn befand, auf den der Spieler jeweils zu drücken hatte, wenn er eine Figur wegnahm bzw. auf ein neues Feld setzte. Er vermutete, dass dadurch eine Information an den Bediener der Maschine übermittelt wurde, so dass diese auf den veränderten Zustand auf dem Spielfeld reagieren konnte.
Mephisto war schwarzbärtig und „orientalisch“ gekleidet. Auf seinem Gesicht lag ein Lächeln, und seine Körperhaltung wirkte ziemlich lässig.
Der erste Auftritt Mephistos fand laut Harding am 30. März 1878 im Heim seines Erfinders statt. Anwesend waren die Schachspieler Bird, Blackburne, Hirschfeld und andere sowie etliche Schachjournalisten. Während dieser Vorführung kam es zu einer technischen Panne, so dass Hirschfelds Partie gegen Mephisto nicht beendet werden konnte. Gümpel musste den Automaten reparieren und modifizieren, ehe er ihn wieder in Betrieb nehmen konnte.

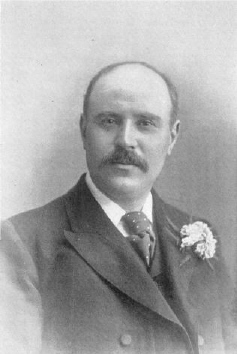
Isidor Günsberg, Mephistos „Gehirn“

Im ersten Betriebsjahr Mephistos wurde die Maschine wahrscheinlich zumeist von Isidor Günsberg gesteuert. Gümpels Plan, Mephisto 1878 in Paris auszustellen, ließ sich nicht durchführen. Doch im August 1878 gewann Mephisto das Schachturnier der The Counties Chess Association in London. Im Oktober desselben Jahres wurde er im Royal Aquarium in Westminster präsentiert. In den nächsten Jahren tourte Gümpel mit Mephisto durch verschiedene Orte und ließ Schachspieler für Geld gegen die Maschine spielen. Auch die Zuschauer zahlten Eintritt. Der Zulauf war groß. Mephisto, der wahrscheinlich weiterhin meist von Günsberg bedient wurde, gewann allerdings nicht jedes Spiel. Unter anderem gewann Henry Lee eine Partie gegen Mephisto, die von Wilhelm Steinitz publiziert wurde. Gegen Frauen soll Mephisto niemals gewonnen haben. Er habe lieber Vorteile ungenutzt verstreichen lassen.
Ab Februar 1879 war Mephisto sechs Tage in der Woche jeweils von 14.00 Uhr bis 22.00 Uhr am Strand zu besichtigen. Im Royal Aquarium trat Ajeeb, ein Nachbau des originalen Schachtürken, seine Nachfolge an. Im August 1879 zog Gümpel mit seinem Automaten nach Brighton um, wo er längere Zeit blieb. Mephistos Leistungen in dieser Phase waren wechselhaft. Harding vermutet, dass Günsberg zumindest nicht die ganze Zeit in Brighton verweilte, um den Automaten zu bedienen, sondern vielleicht einen schwächeren Schachspieler einwies, der in der Nebensaison seine Aufgabe als Gehirn Mephistos übernehmen musste. Spätestens 1883 war offenbar allgemein bekannt, dass Mephisto häufig von Günsberg bedient worden war; damals wurde diese Tatsache im Sheffield Independent publiziert. Später, vermutlich ab 1885, wurde die Maschine offenbar häufig von Richard Henry Falkland Fenton gesteuert. Bei Mephistos Auftritt auf der Weltausstellung in Paris 1889 dirigierte Taubenhaus den Automaten. Nach dieser Ausstellung verschwand Mephisto von der Bildfläche. Über seinen Verbleib ist nichts bekannt.